# Regensberg
Regensberg (toponimo tedesco) è un comune svizzero di 472 abitanti del Canton Zurigo, nel distretto di Dielsdorf; ha lo status di città ed è la più piccola città della Svizzera.

## Storia
Fu fondata nel 1244 da Lütolf VI von Regensberg e venduta alla città di Zurigo nel 1409. Dal 1831 al 1871 fu il capoluogo del distretto (chiamato allora distretto di Regensberg).

## Monumenti e luoghi d'interesse

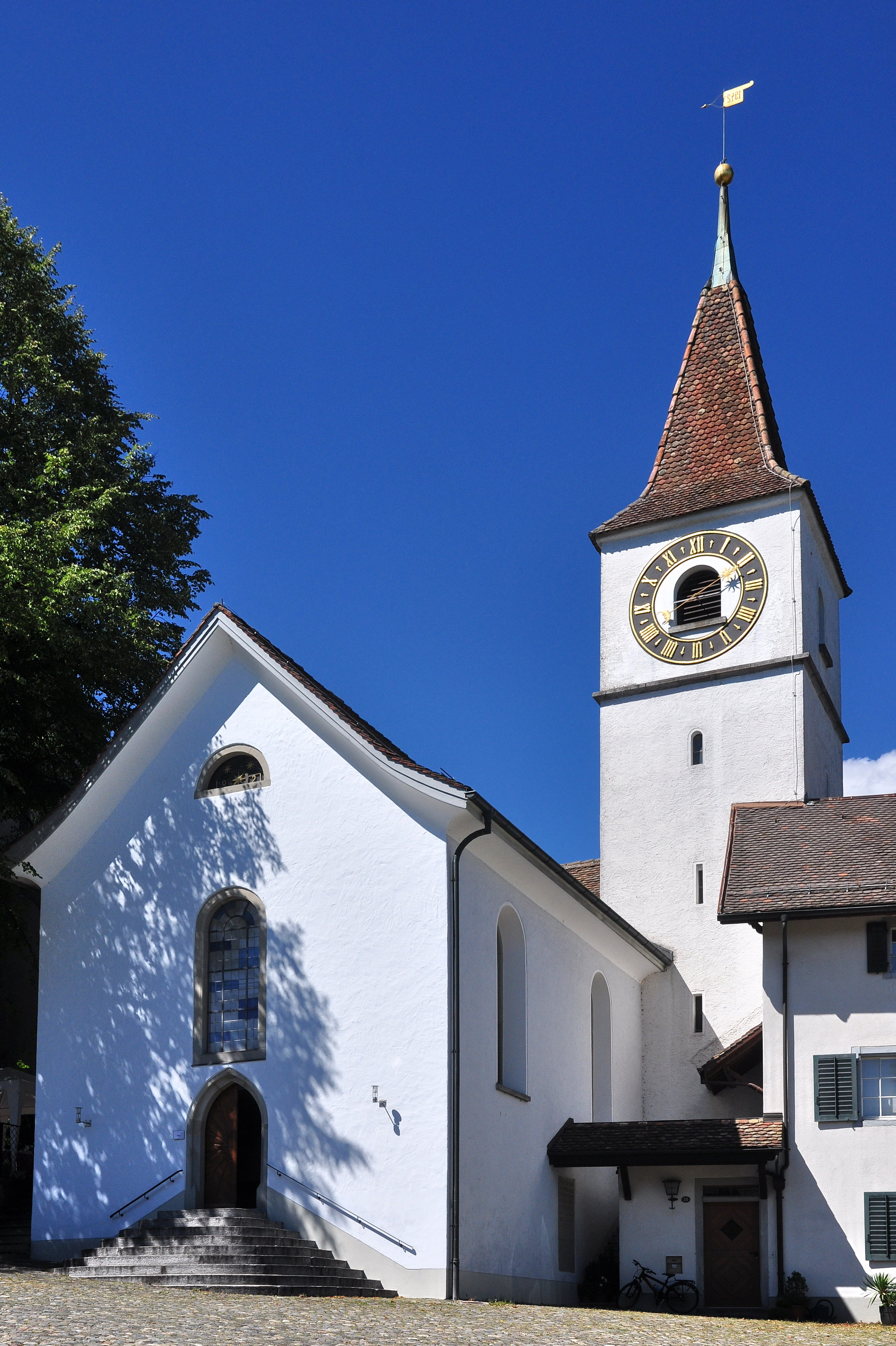
La chiesa riformata di San Giovanni

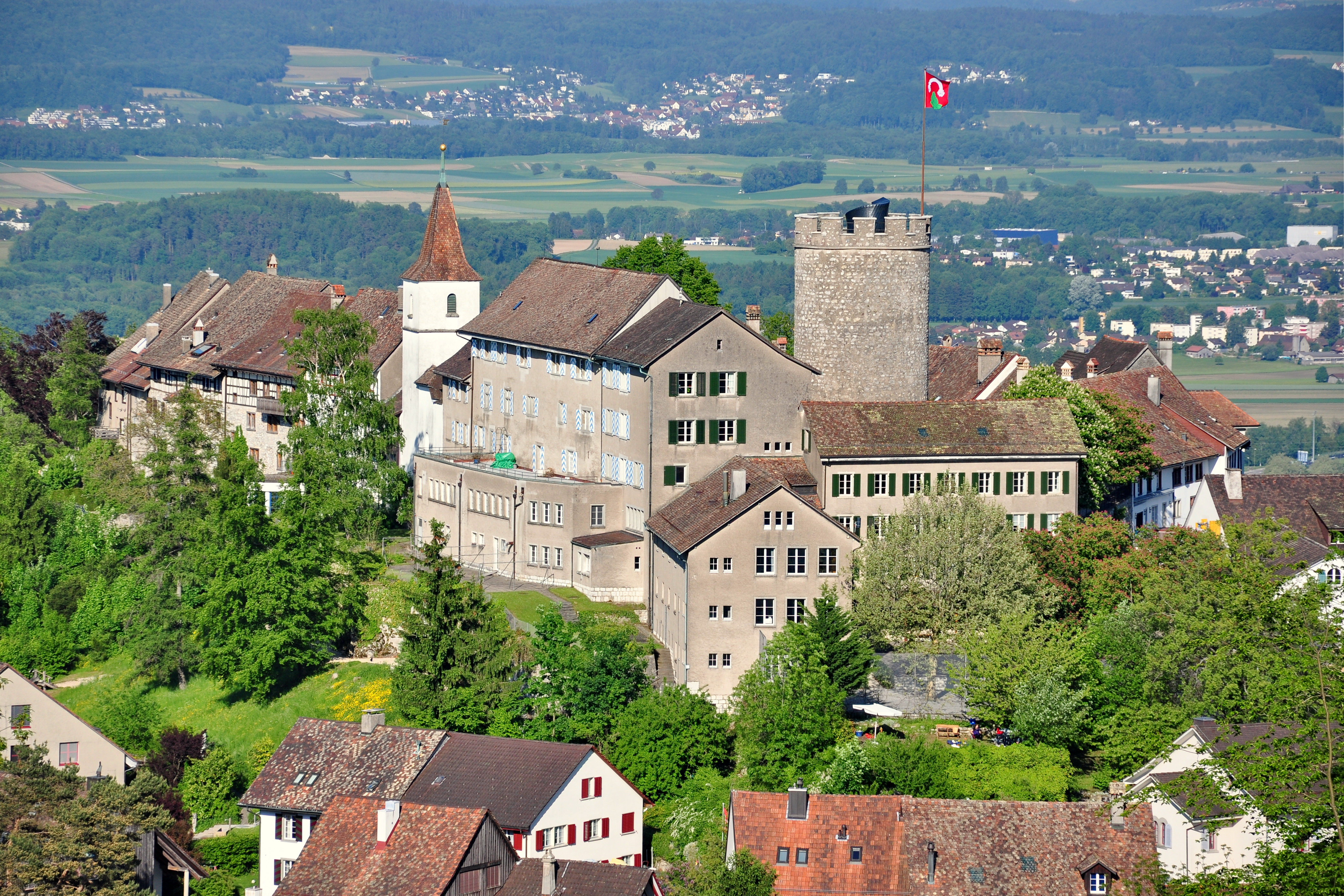
Il castello di Regensberg

- Chiesa riformata di San Giovanni, attestata dal 1255[1];
- Castello di Regensberg, eretto nel 1244 e ricostruito nel 1585[1].

## Società

### Evoluzione demografica
L'evoluzione demografica è riportata nella seguente tabella:
Abitanti censiti

## Amministrazione
Ogni famiglia originaria del luogo fa parte del cosiddetto comune patriziale e ha la responsabilità della manutenzione di ogni bene ricadente all'interno dei confini del comune.